# Carmina Castellví i Vallverdú
Carmina Castellví i Vallverdú (Lleida, 1967) és una advocada i política catalana, diputada al Parlament de Catalunya en la XI Legislatura.

## Biografia
És llicenciada en dret i exerceix d'advocada col·legiada del Col·legi d'Advocats de Lleida. Resident a Sort, està especialitzada en la Jurisdicció de Menors del Consell dels Il·lustres Col·legis d'Advocats de Catalunya i treballa com a advocada al Servei d'Informació i Atenció a les Dones (SIAD) del Pallars Sobirà.
De 1997 a 1998 fou oficial administrativa del Consorci Centre de Desenvolupament Rural (CEDER) Pallars. Del 2001 al 2008 fou gerent del Consorci Pallars-Ribagorça, que gestiona la iniciativa comunitària LEADER, i des del 2009 és secretària interventora del Servei d'Assistència Tècnica (SAT) als municipis del Consell Comarcal del Pallars Sobirà, pels ajuntaments de Soriguera i Esterri de Cardós. En 2005 fou ponent al I Congreso de Desarollo Rural a Navarra.
Membre de l'Assemblea Nacional Catalana (ANC) del Pallars Sobirà, ha participat activament en les manifestacions del procés independentista català i va ser escollida diputada per Lleida dins la llista de Junts pel Sí a les eleccions al Parlament de Catalunya de 2015.